# Asztaltáncoltatás

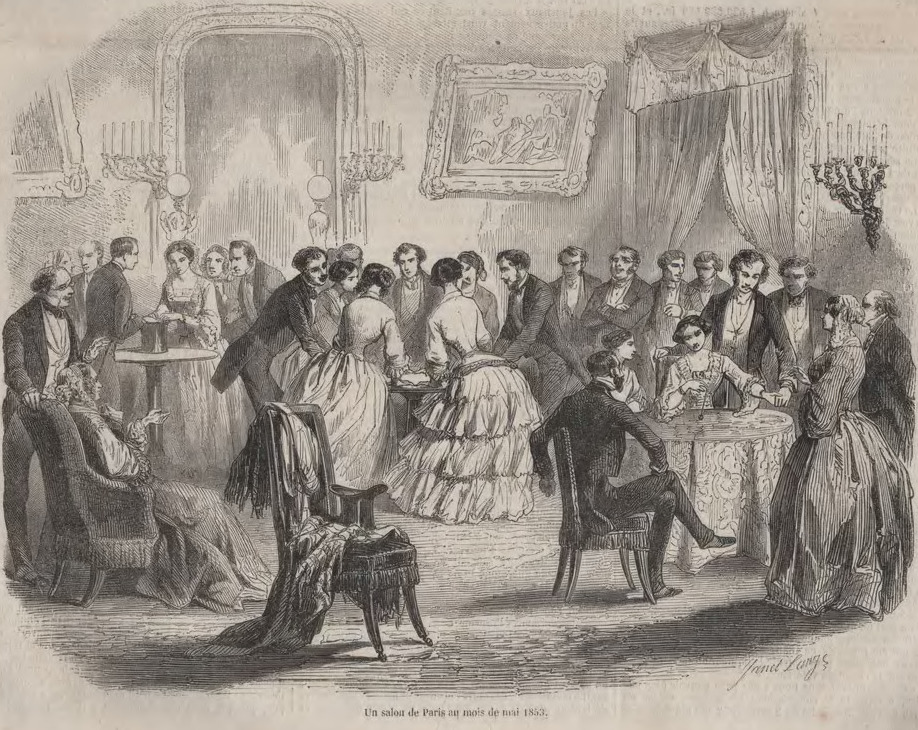
Asztaltáncoltatási jelenet a 19. századi Franciaországban

Az asztaltáncoltatás spiritiszta szertartás. Ezzel a kifejezéssel jelzik az asztalnak forgó és tovahaladó mozgását, mikor az asztal körül ülő vagy álló személyek a kezüket ráteszik és a kis ujjak egymást érintve, bizonyos láncot képeznek. Ilyen kísérleteket először az Egyesült Államokban tettek; majd Európában is tettek hasonló kísérleteket csaknem minden társaságban és pedig oly sikerrel, hogy tudósok és átlagemberek figyelmét egyaránt lebilincselte. Vele járt ezután az úgynevezett asztalkopogtatás, kérdés-felelet játék, melynél az asztal igent vagy nemet, vagy az abc egy betűjét jelzi egyik lábának remegésével vagy dobogásával. Minthogy a feleletet csak értelmes lény adhatta, az egész dolgot szellemeknek tulajdonították. Kutatók egész sora kereste a villamosságban, mágnességben, idegfluidumokban a jelenség okát, míg mások az egészet egyszerű csalásnak tartották.
Michael Faraday szerint mindkét szélsőség helytelen és az asztaltáncoltatásnál önámítás van a dologban, mert azok, akik kezüket az asztalra teszik, tudatlanul az ún. ideomotorikus mozdulatok alapján jókora nyomást gyakorolnak, melyek, ha irányt adnak nekik, nehéz asztalokat is megmozdíthatnak. A spiritiszták ragaszkodnak elméletükhöz, s képviselőik nem mozgó, hanem lebegő és repülő asztalokat is bemutatnak.